# Timișoara
Timișoara (tysk: Temeswar, Temeschwar eller Temeschburg; ungarsk: Temesvár; serbokroatisk: Temišvar; tyrkisk: Tamışvar) er administrativt center i Timiș distrikt i Banat i det vestlige Rumænien. Timișoara har 250.849(2021) indbyggere. De mange varianter af navnet stammer fra navnet på floden Timiş. Den er en industriby og var den første by i Europa, der havde elektrisk belysning. Dette skete i 1884 og i 1899 blev byen en af de første byer med elektriske sporvogne.
Timișoara er en multikulturel by, der er hjemsted for et forholdsvist stort antal ungarere (næsten 25.000), samt grupper af tyskere, serbere, romaer og bulgarere.
Opstanden mod det kommunistiske regime og Rumæniens diktator Nicolae Ceaușescu begyndte i Timișoara 15. december 1989.